# Mass Effect (computerspelserie)
Mass Effect is een computerspelserie van het genre actierollenspel ontwikkeld door BioWare. Het eerste spel kwam uit in 2007. De serie werd uitgebracht voor diverse platforms, waaronder Xbox 360, PlayStation 3 en Windows.
De oorspronkelijke trilogie draait voornamelijk om de protagonist Commandant Shepard, wiens missie het is om de ruimte te behoeden tegen machtige mechanische wezens genaamd de Reapers.
Het vierde spel in de serie speelt zich af in de Andromedanevel en bevat nieuwe personages.
De eerste drie delen werden positief beoordeeld en brachten dankzij de hoge verkoopcijfers veel op. De serie wordt geprezen om zijn verhaal, karakterontwikkeling, stemacteurs, spelomgeving en keuzes die de speler kan maken.

## Spellen in de reeks
| Jaar | Titel                              | Platforms                               | Ontwikkelaar       |
| ---- | ---------------------------------- | --------------------------------------- | ------------------ |
| 2007 | Mass Effect                        | PlayStation 3, Windows, Xbox 360        | BioWare            |
| 2009 | Mass Effect Galaxy (spin-off)      | iOS                                     | BioWare            |
| 2010 | Mass Effect 2                      | PlayStation 3, Windows, Xbox 360        | BioWare            |
| 2012 | Mass Effect Infiltrator (spin-off) | Android, iOS, Windows Phone             | IronMonkey Studios |
| 2012 | Mass Effect 3                      | PlayStation 3, Wii U, Windows, Xbox 360 | BioWare            |
| 2017 | Mass Effect: Andromeda             | PlayStation 4, Windows, Xbox One        | BioWare            |

## Overige media
Er zijn naast de computerspelserie ook talloze stripboeken, bordspellen, figurines, romans en twee films verschenen.
Zowel Mass Effect 3 als Mass Effect: Andromeda heeft een hulp-app, respectievelijk Mass Effect Datapad en Mass Effect: Andromeda APEX HQ. De apps kwamen uit voor iOS, en APEX HQ ook voor Android. In deze apps kunnen bepaalde facetten van de hoofdspellen worden beïnvloed.